# مارثا بيرنس
مارثا بيرنس (بالألمانية: Martha Behrens)  (و. 1932 –  م) هي لاعبة تنس الطاولة، من ألمانيا.